# Кульдюцька печера
Кульдюцька печера (рос. Кульдюкская) — печера на Алтаї, Республіка Алтай, Росія. Печера комплексного (горизонтально-вертикального) типу простягання. Загальна протяжність — 130 м. Глибина печери — 29 м, амплітуда висот — 42 м.  Печера відноситься до Західноалтайської області Алтайської провінції Алтай-Саянської спелеологічної країни. Кадастровий номер 5127/8528-1.